# تشم حصار (مقاطعة دلفان)
تشم حصار (بالفارسية: چم حصار) هي قرية تقع في قسم ايتيوند الجنوبي الريفي (مقاطعة دلفان) في إيران. يقدر عدد سكانها بـ 79 نسمة بحسب إحصاء 2016.